# Ropa (obec)
Ropa je obec v jižním Polsku, v okresu Gorlice, Malopolském vojvodství. Nachází se přibližně 11 kilometrů jihozápadně od Gorlice a 95 kilometrů jihovýchodně od Krakova.
Je sídlem gminy Ropa, kterou mimo střediskové obce tvoří vesnice Klimkówka a Łosie. Bydlí tu okolo 3700 obyvatel.